# Вальвестино
Вальвестино (итал. Valvestino, ломб. Alvistì) — коммуна в Италии, в провинции Брешиа области Ломбардия.
Население составляет 287 человек (2008 г.), плотность населения составляет 9 чел./км². Занимает площадь 31 км². Почтовый индекс — 25080. Телефонный код — 0365.
Покровителем коммуны почитается святой Иоанн Креститель, празднование 29 августа.

## Демография
Динамика населения:

## Администрация коммуны
- Официальный сайт: https://web.archive.org/web/20090501143837/http://www.comunevalvestino.it/